# Eriosema rhodesicum
Eriosema rhodesicum är en ärtväxtart som beskrevs av Robert Elias Fries. Eriosema rhodesicum ingår i släktet Eriosema och familjen ärtväxter. Inga underarter finns listade i Catalogue of Life.